# 外山八郎
外山 八郎（とやま はちろう、1913年5月22日 - 1996年1月19日）は、日本におけるナショナルトラスト運動の先駆者、篤志家。

## 経歴
1913年、外山脩造の孫（脩造の長男の子）として和歌山県日高郡南部町（現みなべ町）に生まれる。祖父の脩造は長岡藩家老河井継之助に抜擢されて藩の財政改革に携わった豪農であり、明治維新後には日本銀行大阪支店長、衆議院議員、阪神電鉄初代社長などを務めた実業家である。父は脩造の長男であったが、表舞台に出ることはなく南部町で隠棲したという。
1937年、東京帝国大学法学部卒業後、三菱海上火災保険に就職するが、同年12月に肺結核を発病したため、帰郷し白浜町などで療養生活を送る。1940年、東亜研究所に入所したが、1943年に結核を再発したため、再び帰郷し田辺市天神崎付近で10年ほど療養生活を送った。1948年に県立田辺高校常勤講師となり、後に県立田辺商業高校教諭となる。
1974年、別荘地建設計画から和歌山県田辺市の天神崎を保全するため、「天神崎の自然を大切にする会」を発足させ、同年10月から「熱意表明募金」を開始する。1977年に天神崎市民地主運動として、買取のための募金活動を始める。1983年には田辺市で「ナショナル・トラストを進める全国の会」第1回全国大会を開催した。
1985年、ナショナル・トラスト法人（自然環境保全法人）に対する税の減免制度が国で作られ、1986年に「財団法人天神崎の自然を大切にする会」を設立した。1987年には「財団法人天神崎の自然を大切にする会」が日本初のナショナル・トラスト法人に認定され、専務理事として買取地の管理や買取の継続を行い、1993年に名誉会長となる。1995年10月の田辺市文化賞の受賞を受け、「自然は子どもらに感動を与える偉大な教師。」という言葉を残した。
1996年1月19日、急性肺炎のため田辺市の病院で死去。遺言に基づき葬儀は行われず、遺体は県立医科大学に献体された。